# Signal de Coucoulude
Le signal de Coucoulude (dit aussi ron ou suc de Coucoulude), situé dans le massif du Tanargue et le département de l'Ardèche, culmine à 1 448 mètres d'altitude. Il se trouve à l'aplomb nord du bourg principal de Valgorge.

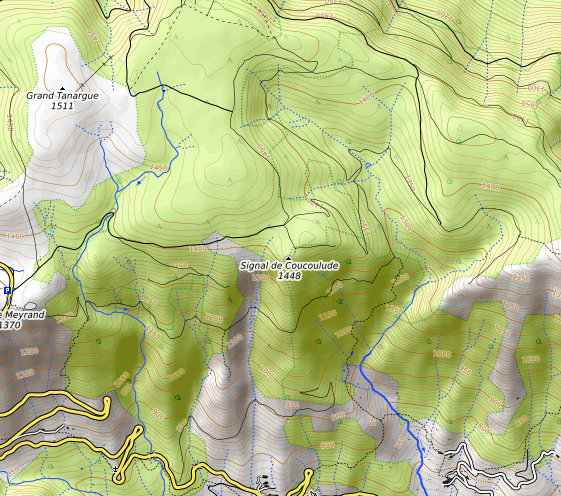
Carte topographique.

Il s'agit d'un site d'escalade dans des voies aménagées par la FFME, d'une vingtaine de mètres (difficultés classées de 3a à 6a).

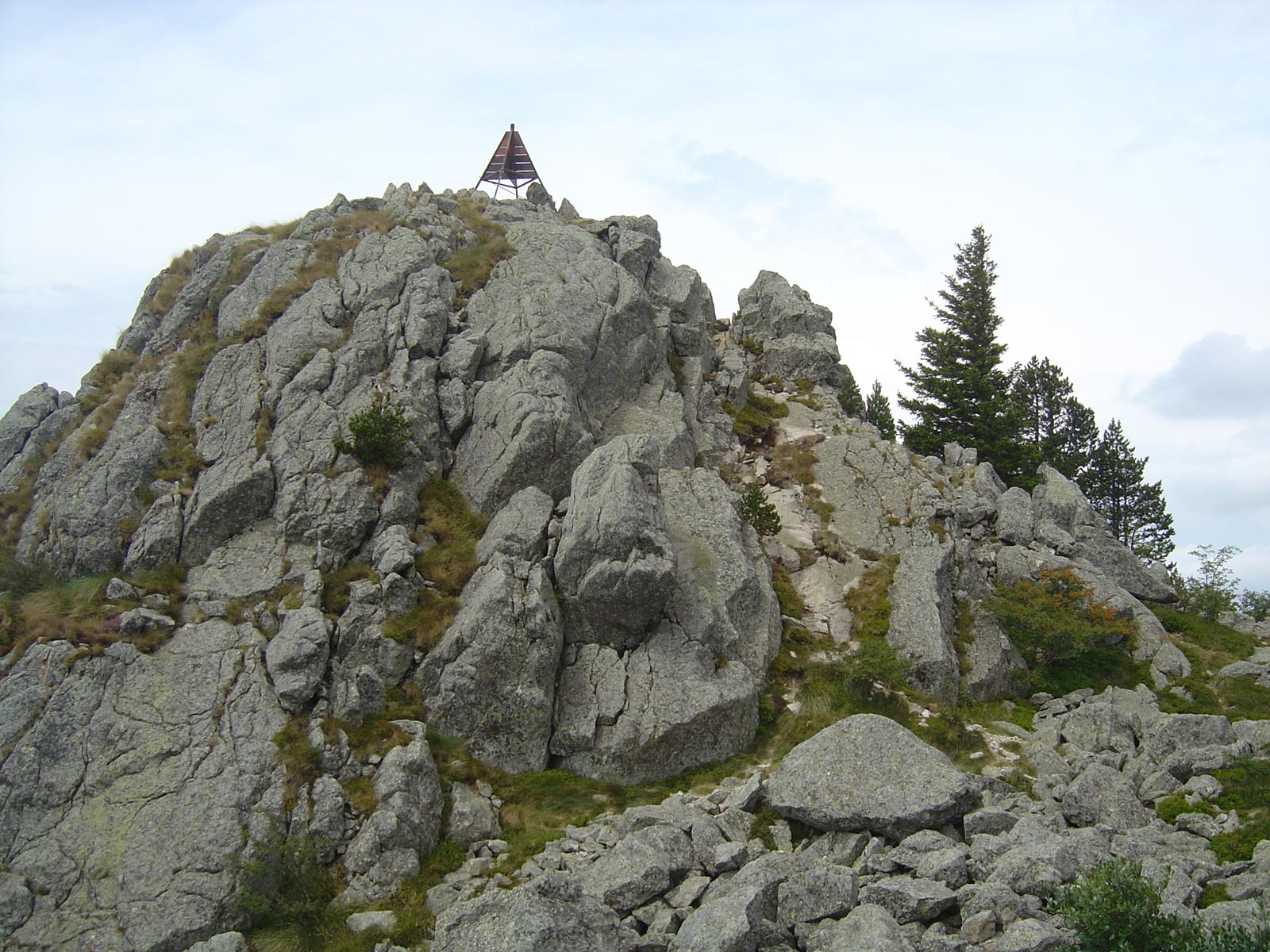
Signal de Coucoulude

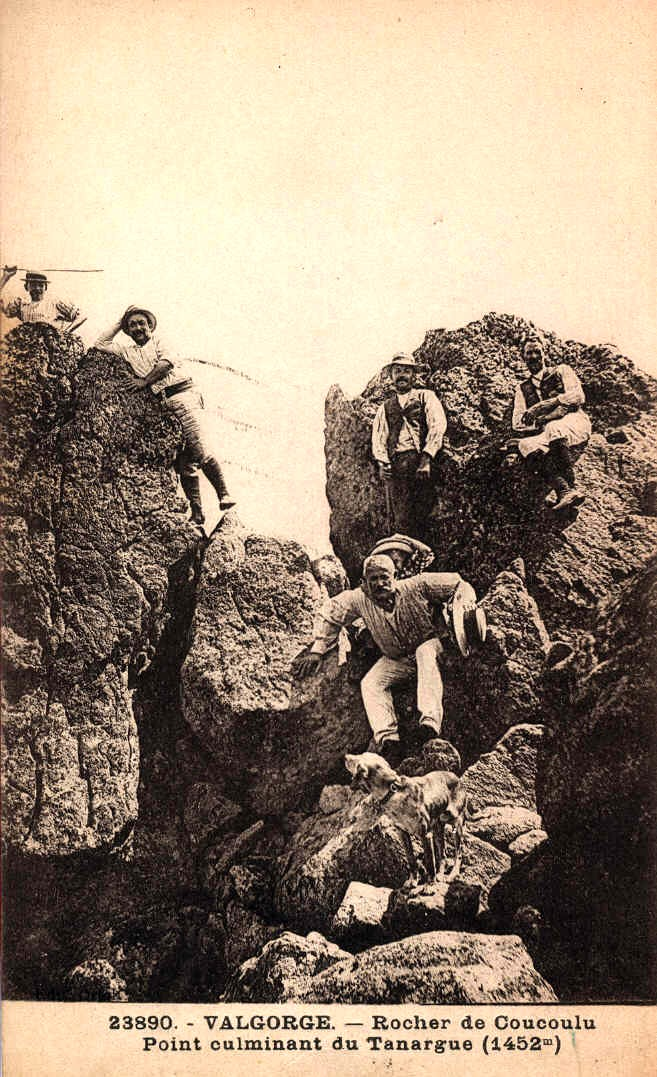
Carte postale vers 1900 : randonneurs au-dessus de Valgorge.